# Cave Junction
Cave Junction é uma cidade localizada no estado norte-americano de Oregon, no Condado de Josephine.

## Demografia
Segundo o censo norte-americano de 2000, a sua população era de 1363 habitantes.
Em 2006, foi estimada uma população de 1376, um aumento de 13 (1.0%).

## Geografia
De acordo com o United States Census Bureau tem uma área de
4,3 km², dos quais 4,3 km² cobertos por terra e 0,0 km² cobertos por água. Cave Junction localiza-se a aproximadamente 383 m acima do nível do mar.

## Localidades na vizinhança
O diagrama seguinte representa as localidades num raio de 52 km ao redor de Cave Junction.